# Hammond Pros
Los Hammond Pros de Hammond, Indiana, fue un equipo de fútbol profesional de la NFL de 1920 a 1926 como
un equipo itinerante.

## Historia
El equipo fue establecido por Paul Parduhn y Doc Young que era un era un promotor de boxeo, dueño de una cuadra de carreras y un
médico y entrenador de un equipo de fútbol semi-profesional que operaba operado en Hammond Clabby Athletic Association de 1915-17. Se cree que
el Dr. Young fue uno de los dueños del equipo. El Dr. Young presidió un nuevo equipo conocido como el "Hammond All-Stars," jugando contra
muchos de los equipos que se convertirían en la columna vertebral de la American Professional Football Association
ese año (incluyendo los Racine Cardinals, Detroit Heralds, Rock Island Independents, Minneapolis Marines, Cleveland Tigers,
Canton Bulldogs, y Toledo Maroons), y se fue a la reunión en Canton, Ohio, en el que se formaron la APFA en 1920. (Se dice que
el juego entre Hammond y Cantón, que atrajo a entre 10.000 y 12.000 espectadores, fue el juego que convenció a los dueños de equipo que una
liga sería viable).
En 1919, el equipo jugó con George Halas como wide receiver; Halas se fue a Decatur Staleys - los futuros Chicago Bears -
el año siguiente y se quedó con la franquicia como jugador, entrenador y propietario hasta su muerte en 1983. Los Hammond Pros jugaron la
mayoría de sus juegos en el Cubs Park de Chicago, que ahora se sabe como el Wrigley Field. A pesar del nombre, los
profesionales eran en realidad nunca más de un equipo semi-profesional. La mayoría de los jugadores eran locales que tenían empleos de tiempo
completo y no pudo practicar mucho, por lo que Hammond simplemente no podía competir con la mayoría de los otros equipos de la NFL. Tampoco
ayudó que los profesionales jugaron la mayor parte de sus juegos de visitante debido a Hammond carecía de un campo con cualquier tipo de aforo.
Sin embargo, Young mantuvo al equipo en la NFL durante siete años, durante el cual se llevaron a cabo un registro combinado de 5 victorias,
26 pérdidas y 4 empates. Se las arreglaron para llegar a una marca de .500 sólo una vez, con una marca de 2-2 en 1924. Young podría haber
mantenido durante más tiempo, pero después de ganar la batalla de 1926 con la American Football League,
la NFL decidió limitar el número de equipos hasta 12, y deshacerse de muchas de las franquicias más pequeños, incluyendo los Pros.

## Jugadores del Salón de la Fama
- Paddy Driscoll
- George Halas
- Fritz Pollard

## Temporadas
| Año  | V | D | E | Resultado | Entrenador(es)           |
| ---- | - | - | - | --------- | ------------------------ |
| 1920 | 2 | 5 | 0 | 12.º      | Hank Gillo               |
| 1921 | 1 | 3 | 1 | 13.º      | Max Hicks                |
| 1922 | 0 | 5 | 1 | 15.º      | Wally Hess               |
| 1923 | 1 | 5 | 1 | 15.º      | Wally Hess               |
| 1924 | 2 | 2 | 1 | 10.º      | Wally Hess               |
| 1925 | 1 | 4 | 0 | 14.º      | Fritz Pollard, Doc Young |
| 1926 | 0 | 4 | 0 | 21.º      | Doc Young                |